# Rey Pirin
Héctor Ruiz Morales, conocido como Rey Pirin, (Río Piedras, 25 de febrero de 1979) es un cantante, rapero, productor, compositor, actor y conferencista puertorriqueño. Realizó su primera grabación profesional en 1994 de la mano de Dj Playero en Playero 38. Rey Pirin ha lanzado una decena de producciones como solista a lo largo de su carrera y ha participado en más de 80 álbumes colaborativos, colaborando con artistas como Nicky Jam, Daddy Yankee, Tego Calderón, Alex Zurdo, Funky, entre otros. En 2003, se estrenó como productor y desarrollo su sello disquero Visión Records, y colaboró para la compañía All Star Records produciendo Linaje Escogido y Los Bandoleros Reloaded. Debutó como actor en la película de Daddy Yankee, Talento de Barrio.
Es considerado como uno de los propulsores del género reguetón urbano, además, por su particular forma de cantar con una voz ronca, lo cual, lo distingue entre los demás exponentes.

## Carrera musical
Rey Pirin, incursionó en la música a la edad de 15 años. Luego de su primera grabación profesional con DJ Playero, siguió grabando en álbumes colaborativos de reguetón, lo que le abrió puertas en Latinoamérica y parte de los Estados Unidos, alcanzando ventas de hasta 100 000 copias. En 1999, grabó su primera producción como solista bajo el sello BMG, Blunt Paradise, luego de esto, grabó 2 CD más como solista, Da Profesional y Kruël Intentions, además de seguir participando en producciones de varios artistas como Boricua Guerrero, The Noise, entre otros.
En el 2003, debido a una situación difícil que vivió con su hija, decidió servirle a Dios, lo cual cambió su vida personal y musical, y comenzó a escribir alabanzas en 2004 en compañía de DJ Blass, trabajando su primera producción musical cristiana titulada Nuevas Criaturas, lanzado bajo el sello de Funky, Funkytown Music. Continuó Mi Testimonio en 2005, el cual trabajaría desde su sello, Visión Records. Con este álbum, Pirin ganó un galardón en los People's Choise Awards de 2005.
En 2006, tuvo un acuerdo con Don Omar para trabajar en su sello All Star, para trabajar dos álbumes: Los Bandoleros Reloaded y el primer y único álbum de corte cristiano del sello, Linaje Escogido, el cual, contó con los exponente cristianos más relevantes del momento, como Manny Montes, Redimi2, Alex Zurdo, Triple Seven, entre otros. Al año siguiente, llegó su segundo álbum colaborativo titulado Faith Family, en este, aparecieron nuevos talentos de Latinoamérica como Wolandia, Radikal People, Los Sembradores, asimismo, artistas puertorriqueños reconocidos como Manny Montes, Maso, Bengie, Nico Canada, Ivan 2Filoz, El Bima. Al año siguiente, el productor Lutek quien había trabajado gran parte del álbum Faith Family, lanzó The Upgrade, una edición especial con canciones inéditas.
En 2011, relanzó su carrera nuevamente, regresando a sus inicios, participando en producciones colaborativas seculares, con los artistas pioneros del género. Ese mismo año, lanzó el sencillo «Tírate un paso» junto a Macho y el Rey, creando un subgénero al que llamaron "Turreo", posteriormente, inició acciones legales contra la banda argentina Los Wachiturros por los derechos de autor de la canción. Ha colaborado con nuevos talentos y algunos colegas partícipes de los inicios del reguetón, asimismo, ha participado en eventos importantes de música urbana en Puerto Rico y otros países latinos, en compañía de Don Chezina, Mexicano 777, entre otros. El rapero pidió disculpas a Don Omar, Daddy Yankee y Jowell, luego de que éste arremetiera contra ellos en un media tour que realizó en República Dominicana.
En 2018, habló de que su vida la llevaría a la gran pantalla, así como lo hizo Hector El Father, Vico C y Daddy Yankee. Ese mismo año, cuando Anuel AA lanzó «Intocable», una canción dirigida a Cosculluela, no dudó en catalogar al rapero como un mal ejemplo por las expresiones que decía en dicho tema.
En 2019, anunció que retomaría su carrera como artista cristiano, lanzando posteriormente, la canción «Angelito». Apareció en el álbum de Manny Montes titulado Solo Reggaeton en el sencillo «Reggaeton del Cielo», colaborando con Manny, Bengie, Triple Seven, Dr. P y Vito.

## Discografía
| - 1999: Blunt Paradise - 2001: Da' Professional - 2003: Kruel Intentions - 2005: Mi testimonio - 2009: La Película: The Movie | - 2004: Nuevas criaturas (con DJ Blass) - 2006: Linaje Escogido (con All Star Records) - 2007: Faith Family: La Familia de la Fe - 2013: Back To Da' Game - 2015: La reevoluzion del 1er rey |